# Rozrazil rozprostřený
Rozrazil rozprostřený (Veronica prostrata) je nízká světle modře kvetoucí rostlina slunných strání.

## Rozšíření
Roste téměř v celé Evropě vyjma Britských ostrovů a Skandinávie, na východě je rozšířen až po Ural, dále v Turecku a na Kavkaze. Vyskytuje se roztroušeně od nížin až po podhorské oblasti. Vyhledává teplá osluněná xerotermní místa převážně na minerálně bohatém zásaditém až neutrálním podkladu, roste v písčinách a suchých trávnících na skalnatých stráních a pastvinách, ve stepích a lesostepích. V České republice je tento druh poměrně vzácný, nejčastější místa jeho výskytu leží v Českém středohoří a na střední a jižní Moravě. Izolovaně se vyskytuje i okolo Opavy a Krnova kde navazuje na výskyt v Polsku.

## Popis
Je to vytrvalá trsnatá bylina, vysoká 5 až 20 cm, husté kratičké odstálé až obloukovitě zahnuté chlupy ji dávají našedlé zbarvení. Z tenkého vláknitého vodorovného oddenku s četnými příchytnými kořeny vyrůstají obvykle kruhovitě rozložené vystoupavé oblé květonosné lodyhy, které na bázi dřevnatějí. Současně rostoucí sterilní lodyhy jsou poléhavé až plazivé. Často nafialovělé lodyhy jsou porostlé vstřícnými listy. Ty ze spodní části obkopinatého tvaru mají řapík dlouhý až 3 mm. Listy výše vyrůstající jsou přisedlé, podlouhlé až úzce eliptické a mají čepele dlouhé až 3 cm a široké 3 až 8 mm, na bázi klínovité anebo zúžené, na vrcholu špičaté až tupě špičaté, oboustranně krátce chlupaté (na líci občas lysé). Po okraji jsou pilovité nebo jen vroubkované, zřídka celokrajné, obvykle jsou podvinuté. Množství lodyh a rozložení dodává rozrazilu rozprostřenému kompaktní vzhled.
Květy na stopkách dlouhých 2 až 5 mm vytvářejí (obvykle jen dvě) stažená chlupatá hroznovitá květenství vyrůstající z úžlabí horních vstřícných listů, která přerůstají sterilní vrchol rostliny. Hrozen je složen z květů rostoucích z úžlabí téměř stejně dlouhých čárkovitých až kopinatých, tupě špičatých celokrajných listenů.
Za rozkvětu jsou stopky květenství krátké, postupně s dozráváním plodů se prodlužují na délku 3 až 9 cm. Většinou pětičetný kalich na bázi krátce srostlý je asymetrický, kališní lístky jsou čárkovitě podlouhlé. Horní je dlouhý asi jen 1 mm, prostřední měří 1,5 až 2 mm a spodní jsou nejdelší 3 až 4,5 mm. Chlupaté jsou jen po okrajích.
Světle modrá nebo méně často růžovofialová drobnější koruna mívá v průměru 5 až 8 mm, v ústi je krátká korunní trubka bílá až zelenavá. Tmavěji žilkované korunní lístky se velikostí i tvarem od sebe málo odlišují, bývají všechny tupě špičaté. V květu jsou dvě tyčinky, čnělka zakončená polokulovitou bliznou je vytrvalá a je patrna i na plodech. Kvetou od dubna do června.
Plody jsou široce eliptické tobolky o délce 2,5 až 3,5 mm. Na vrcholu jsou mělce vykrojené až uťaté a z boku výrazně smáčknuté, mají výraznou žilnatinou a jsou vždy lysé.

## Ohrožení
Podle "Černého a červeného seznamu cévnatých rostlin ČR" je rozrazil rozprostřený zapsán mezi zranitelné druhy – (C3–VU).

## Taxonomie
Rozrazil rozprostřený se dělí do dvou poddruhů:
- Veronica prostrata L. subsp. prostrata
- Veronica prostrata L. subsp. scheereri J. P. Brandt

V České republice roste nominální poddruh Veronica prostrata L. subsp. prostrata.